# Ебенезер Ассіфуа
Ебенезер Ассіфуа (англ. Ebenezer Assifuah, нар. 3 липня 1993, Аккра) — ганський футболіст, нападник клубу «Сьйон».

## Клубна кар'єра
Народився 3 липня 1993 року в місті Аккра. Вихованець клубу «Пруд Юнайтед». У доросому футболі успішно виступав на батьківщині за клуби «Секонді Вайс Файтерс» та «Ліберті Профешнелс». 
Влітку 2013 року після молодіжного чемпіонату світу Ебенезер підписав п'ятирічний контракт з швейцарським «Сьйоном». 25 вересня в матчі проти «Лозанни» він дебютував у швейцарській Суперлізі. 28 вересня у поєдинку проти «Базеля» Ассіфуа забив свій перший гол за «Сьйон». У 2015 році Эбезенер допоміг клубу завоювати Кубок Швейцарії. 1 жовтня в матчі Ліги Європи проти англійського «Ліверпуля» він забив гол. Наразі встиг відіграти за команду зі Сьйона 87 матчів в національному чемпіонаті.

## Виступи за збірні
Протягом 2012—2013 років залучався до складу молодіжної збірної Гани. В 2013 році Ассіфуа став бронзовим призером молодіжного чемпіонату світу у Туреччині. На турнірі він зіграв у матчах проти команд Іспанії, США, Португалії, Чилі, Іраку і двічі Франції. В поєдинках проти американців, іракців, чилійців і французів Ебенезер забив шість м'ячів і став кращим бомбардиром змагань.
27 травня 2016 року у відбірковому матчі Кубка Африки 2017 проти збірної Мозамбіку Ассіфуа дебютував у складі національної збірної Гани. Наразі провів у формі головної команди країни 1 матч.